# Castelo de Vincennes

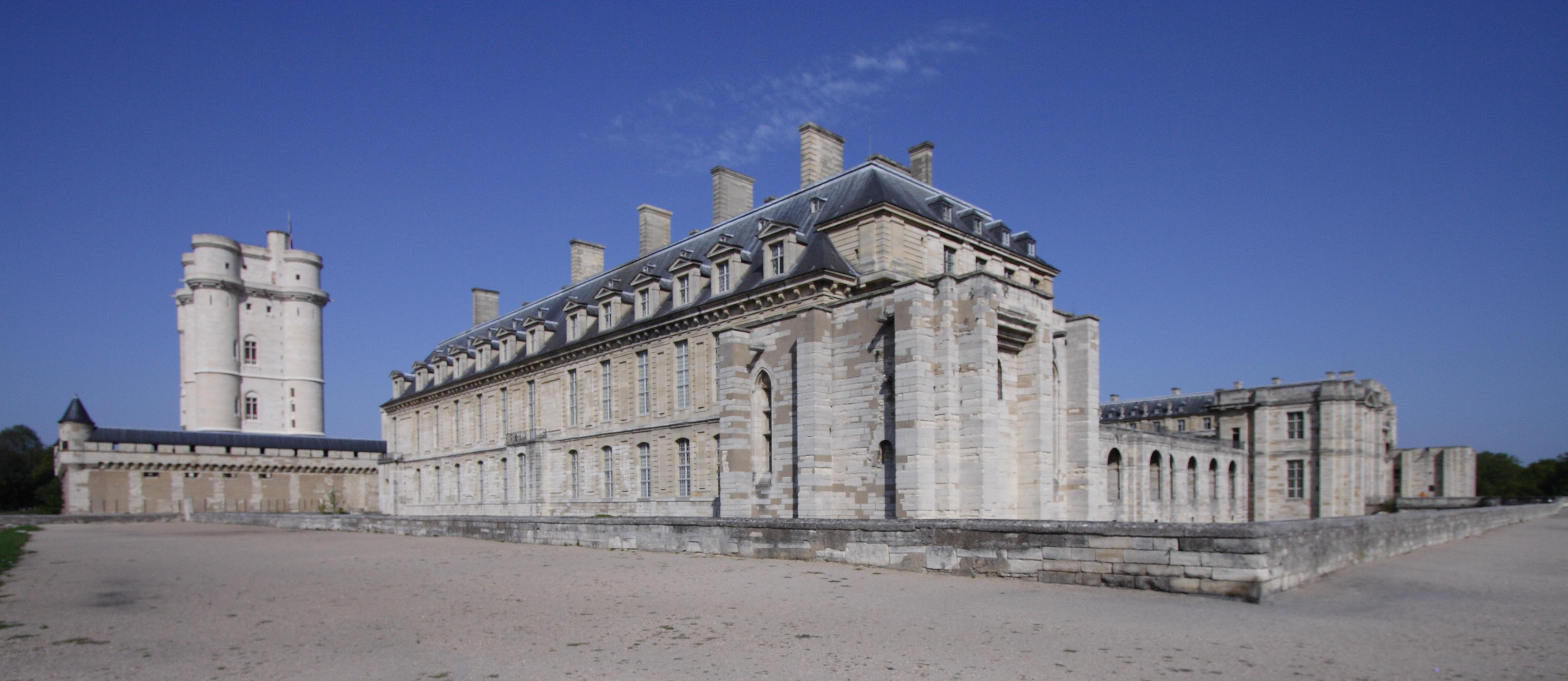
Vista do conjunto do Château de Vincennes

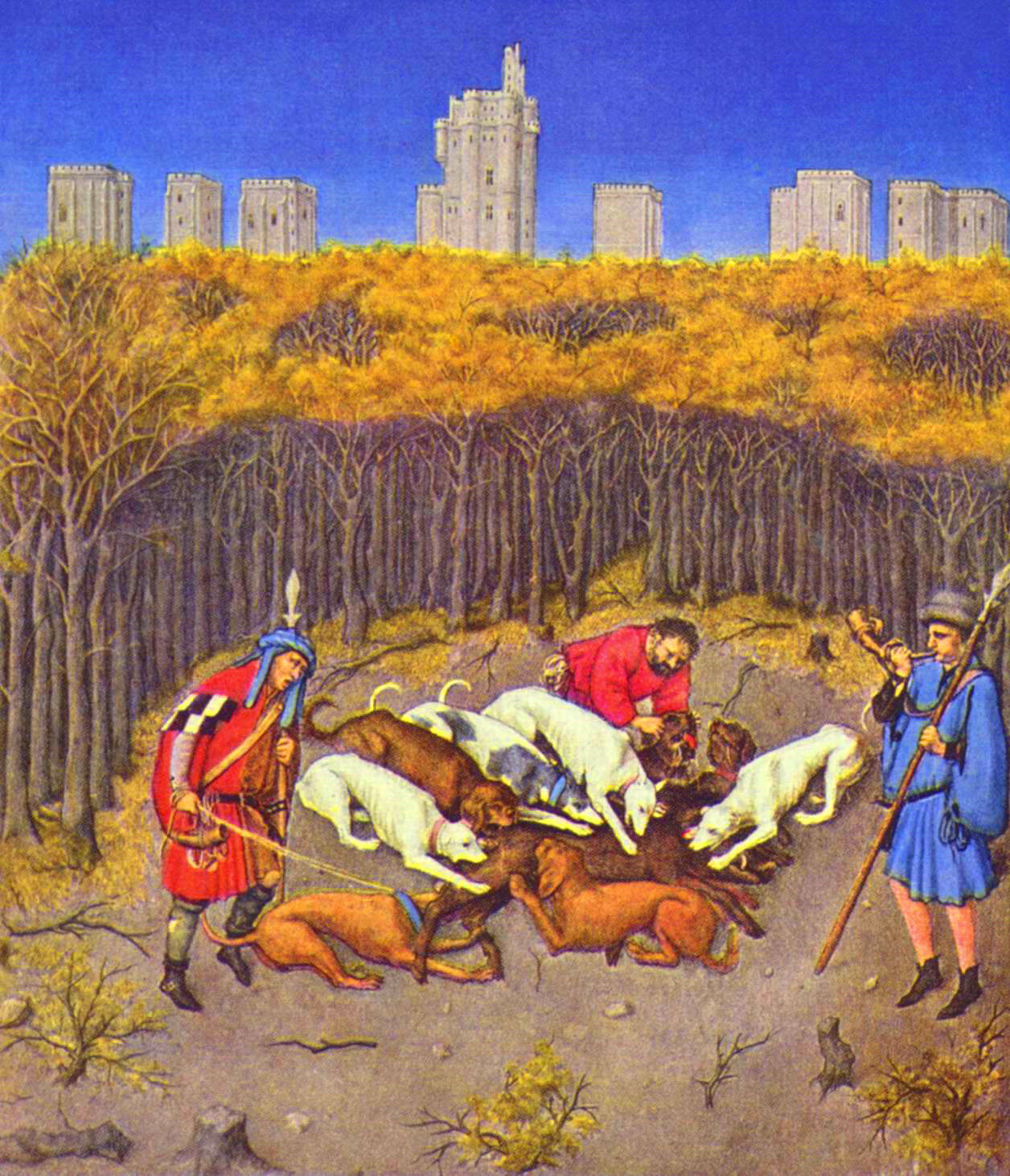
Miniatura de Les Très Riches Heures du duc de Berry mostrando o Château de Vincennes.

O castelo de Vincennes (em francês:  Château de Vincennes) é um palácio fortificado francês, sendo o mais importante castelo-forte Real francês que subsiste. Foi erguido entre o século XIV e o século XVII na comuna francesa de Vincennes, a leste de Paris, atualmente um subúrbio da capital francesa, sendo que o castelo fica no Bois de Vincennes, que apesar do nome pertence a Paris. Pela altura da sua torre de menagem, 52 metros, é a mais alta fortaleza de planície da Europa.

## Histórico

### A época medieval

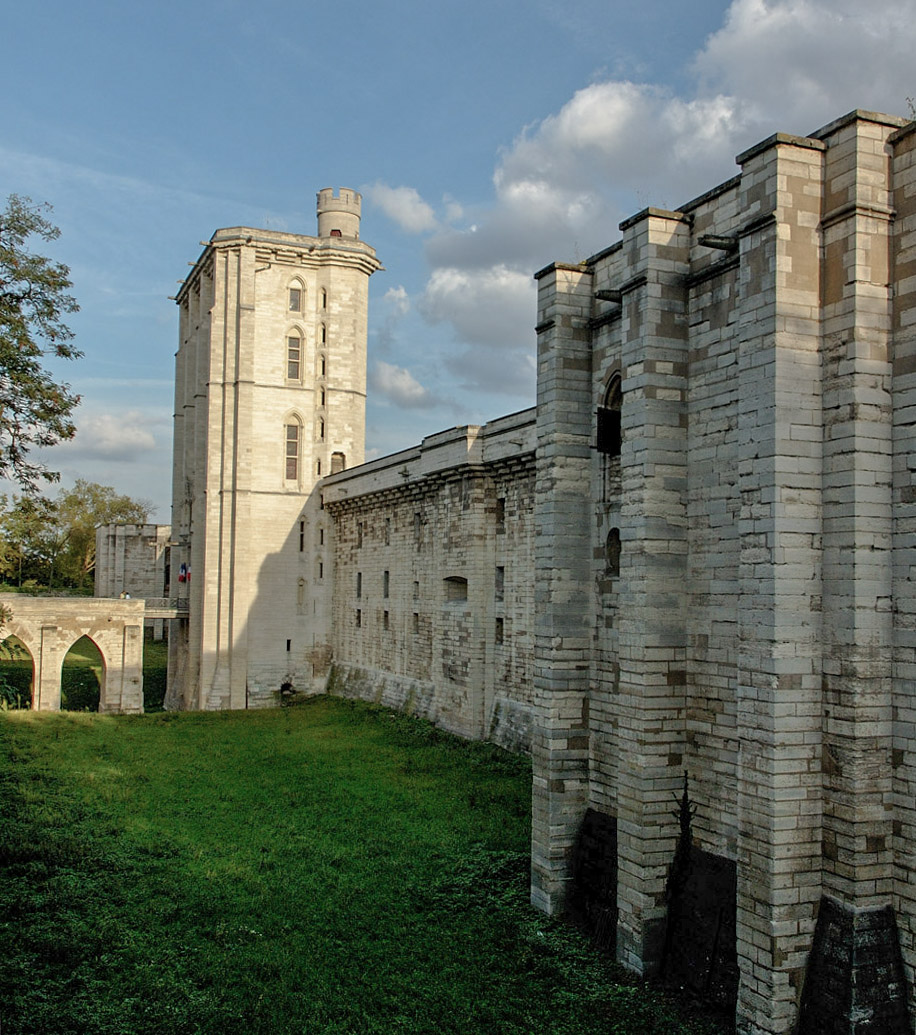
Muro Norte e entrada principal do Château de Vincennes

Como outros palácios mais importantes, o Castelo de Vincennes teve origem num pavilhão de caça mandado erguer por Luís VII, cerca de 1150, na floresta de Vincennes. No século XIII, Filipe II e Luís IX edificaram uma mansão substancialmente maior. Foi de Vincennes que Luís IX partiu para uma cruzada de onde não regressaria. Ao longo da Idade Média, Vincennes foi mais que uma fortaleza militar: Filipe III (em 1274) e Filipe IV (em 1322) casaram-se ambos aqui e três monarcas do século XIV nasceram neste palácio: Luís X (1316), Filipe V (1322) e Carlos IV (1328). As relíquias da Coroa de Espinhos foram conservadas temporariamente em Vincennes enquanto a Sainte Chapelle de Paris era preparada para recebê-las. Uma nova capela foi edificada dentro da cerca do castelo para receber um fragmento da relíquia que ficou em Vincennes, a qual ainda se mantém.
Cerca de 1337, Filipe VI decidiu fortificar o local, construindo uma torre de menagem a Oeste do palácio. Com os seus 52 metros de altura, é a mais importante fortificação medieval da Europa. O perímetro monumental, que se desenvolve por mais de um quilómetro (330 m por 175 m), flanqueado por três portas e seis torres de 42 metros de altura, foi edificado pelos Valois, duas gerações mais tarde, cerca de 1410. Os seus fossos são alimentados pelo rû de Montreuil, riacho que desce o planalto de Montreuil-sous-Bois. O excedente dirige-se em seguida em direcção a Paris e desagua no lago de Saint-Mandé.

### Da Renascença à Restauração
Henrique IV foi um dos hóspedes forçados do palácio, teno sido ali aprisionado durante as Guerras de Religião francesas.

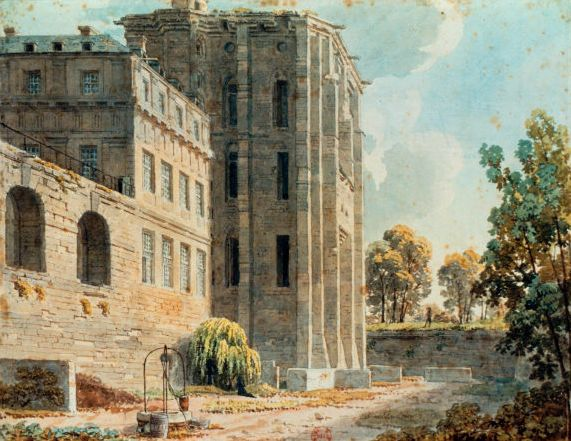
A Torre da Rainha vista do fosso seco, numa aguarela de cerca de 1820

No século XVII, o arquitecto Louis Le Vau construiu por ordem de Luís XIV as alas (ditas abusivamente "pavillons") do Rei e da Rainha, um par de a faixas isoladas, espelhando-se uma na outra através de um parterre, num lado da fortaleza, adaptadas à Rainha-mãe Ana de áustria e ao Cardeal Mazarin. O Château tornou-se assim a terceira residência Real. Os trabalhos de reconstrução, porém, nunca foram prosseguidos, uma vez que o Palácio de Versailles ocupava todas as atenções. O castelo conserva, no entanto, alguns exemplos do Estilo Luís XIV precoce, nos grandes apartamentos. Este modelo passou rapidamente para o Castelo de Vaux-le-Vicomte o que valeu ao seu infeliz construtor, o ministro Nicolas Fouquet a transferência para Vincennes, para alojamentos muito menos confortáveis. Em 1691 outro relutante inquilino foi John Vanbrugh, que em breve se tornaria um dramaturgo e arquitecto. Tem-se defendido que Vanbrugh desenhou alguns dos seus "góticos" Barrocos pela sua experiência de Vincennes.

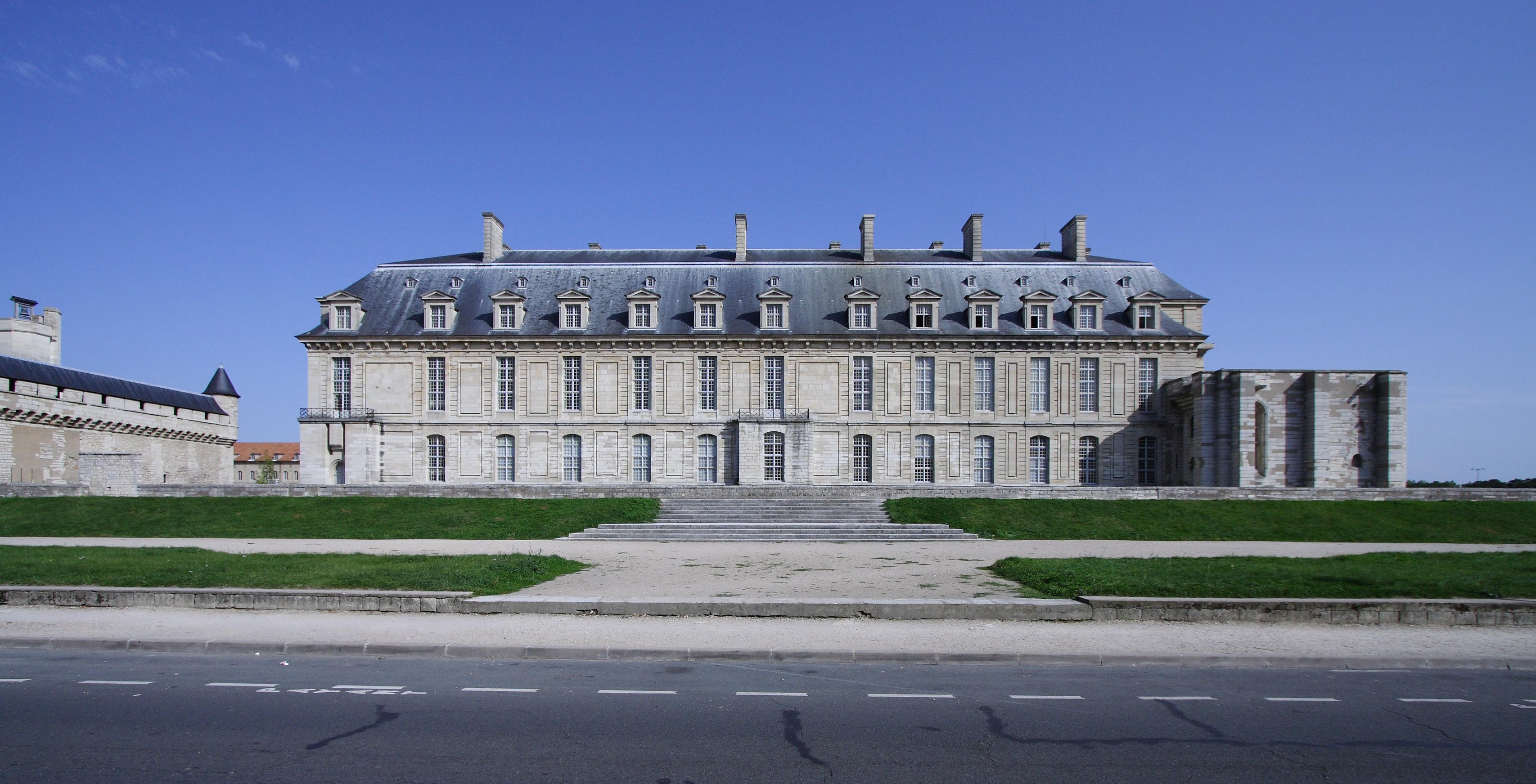
Château de Vincennes, Vista de um dos Pavilhões

Abandonado no século XVIII, o palácio servirá de local para a manufactura de Porcelana de Vincennes, precursora da Manufactura Nacional de Sèvres, e mais tarde de prisão do Estado. O Marquês de Sade, Mirabeau e Diderot foram aqui presos.
Em 1796, o palácio foi convertido em arsenal, abrigando depois a secção histórica do exército. Em 1804, o Duque d'Enghien foi fuzilado nos fosso do palácio.
Nomeado governador do palácio por Napoleão, o general Pierre Daumesnil defendeu-o com perseverança durante a ocupação de Paris pelas tropas russas e prussianas, em 1815. Estes últimos, que queriam tomar conta do arsenal do palácio, bateram-se contra a intransigência do general. Com menos de 200 homens, este resiste, apesar das pressões e das tentativas de corrupção, no centro do forte, durante mais de cinco meses. Acaba por capitular sobre a ordem de Luís XVIII e por sair da fortaleza com a bandeira tricolor.

### A época moderna

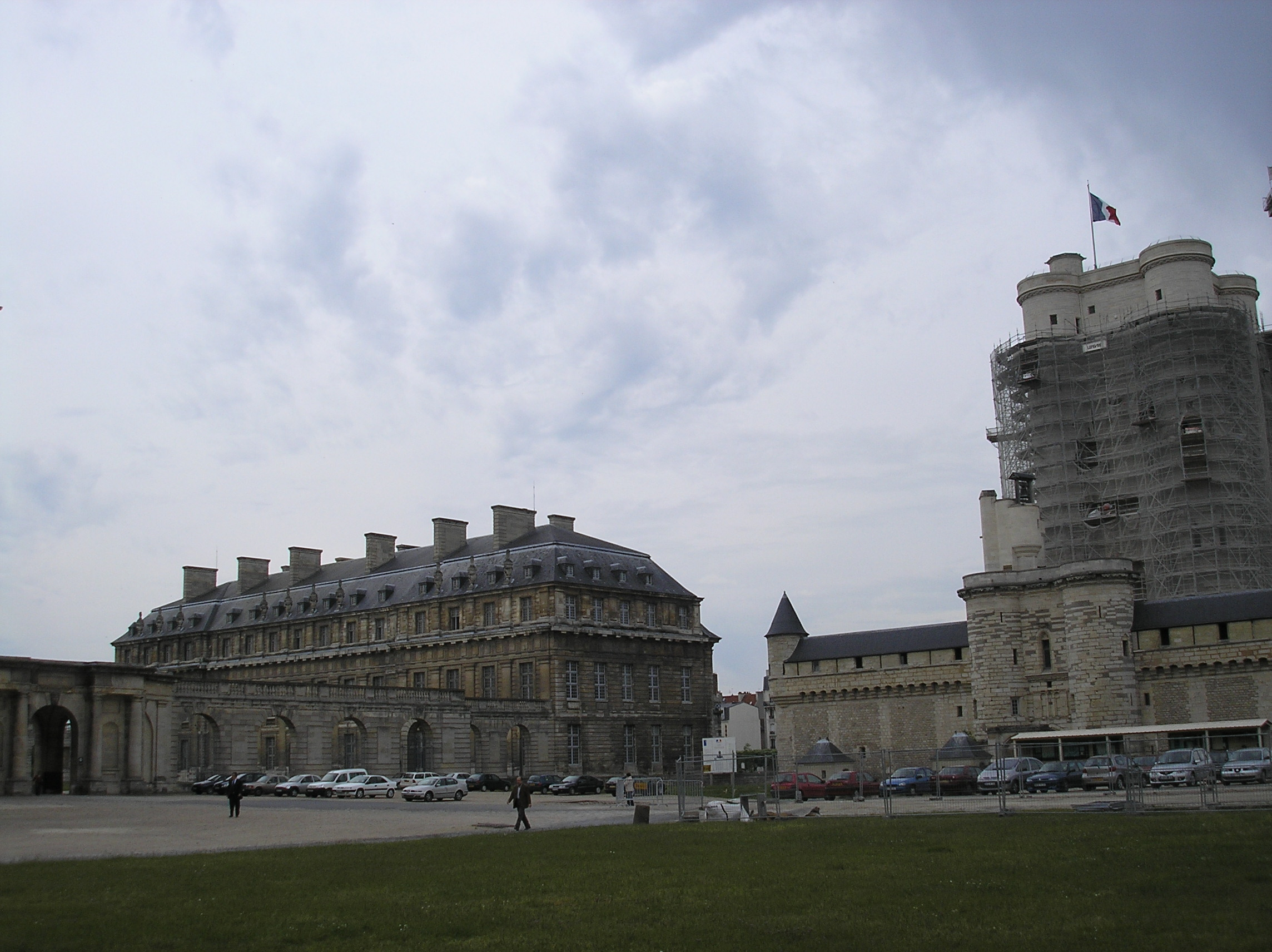
O Château de Vincennes em 2005

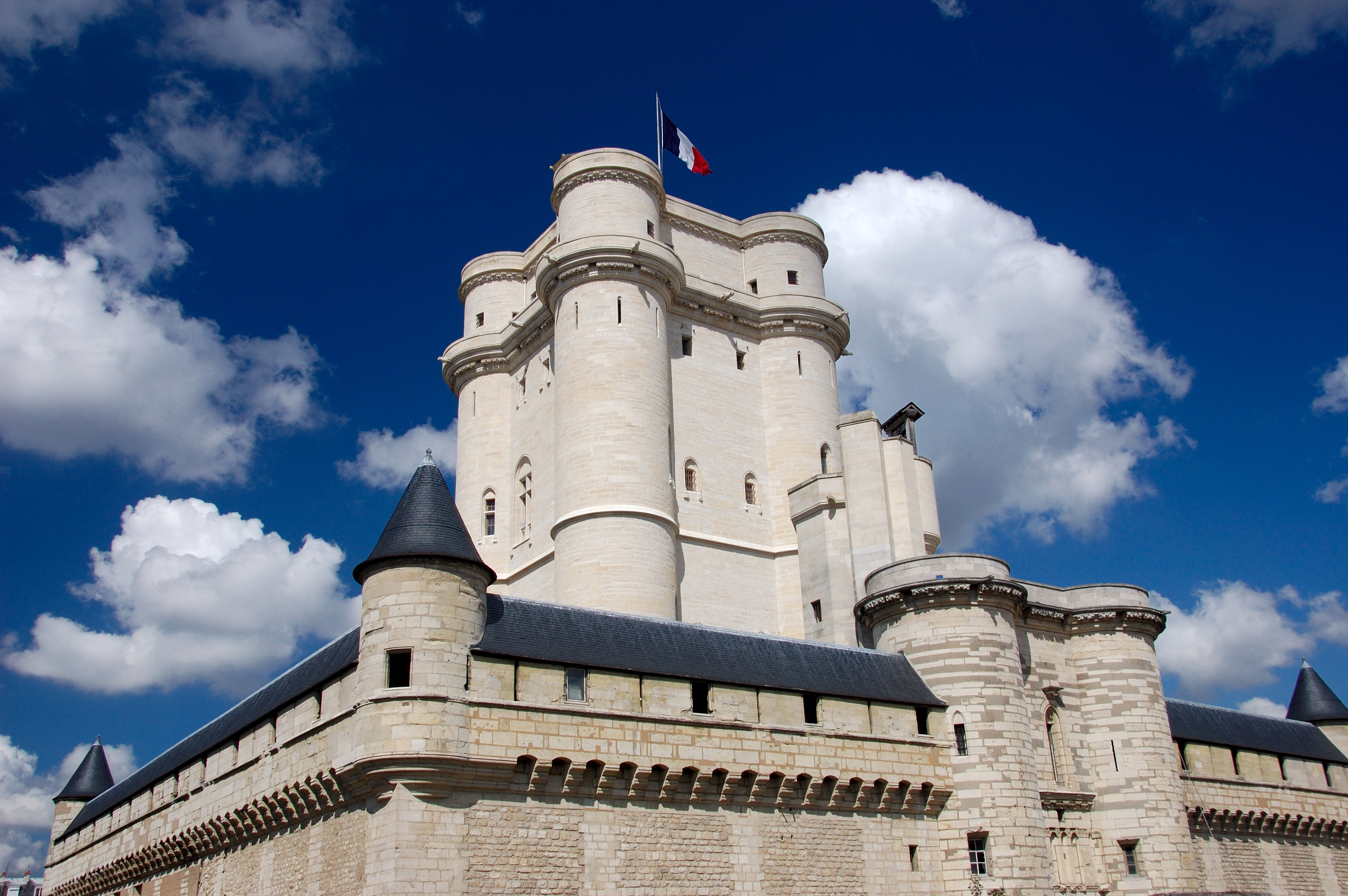
Torre de Menagem do Château de Vincennes

O parque foi reestruturado no século XIX ao gosto dos jardins ingleses. Napoleão III confiou a Viollet-le-Duc o restauro da Capela e da Torre de Menagem e legou administrativamente os 9,95 quilómetros quadrados do Bosque de Vincennes à Cidade de Paris.
No dia 15 de Outubro de 1917, foi a vez de Mata Hari ser fuzilada por espionagem nos fossos da fortaleza de Vincennes. O Château de Vincennes serviu igualmente de efémero quartel general ao Estado Maior General de Maurice Gamelin, no cargo de defesa da França contra a invasão alemã de 1940. No dia 20 de Agosto de 1944 houve 30 fuzilamentos pelas forças nazis.
Em 1964, Charles de Gaulle, agora Presidente da República, sonha deixar o Palácio do Eliseu, que ele julga demasiadamente encravado em Paris, sem perspectiva sobre a capital e sem acessos prestigiosos para acolher o chefe de estado. Ele escolheu, então, o castelo de Vincennes para se tornar o novo palácio presidencial. A operação seria deixada nos arquivos devido a outras prioridades.

### A renovação contemporânea

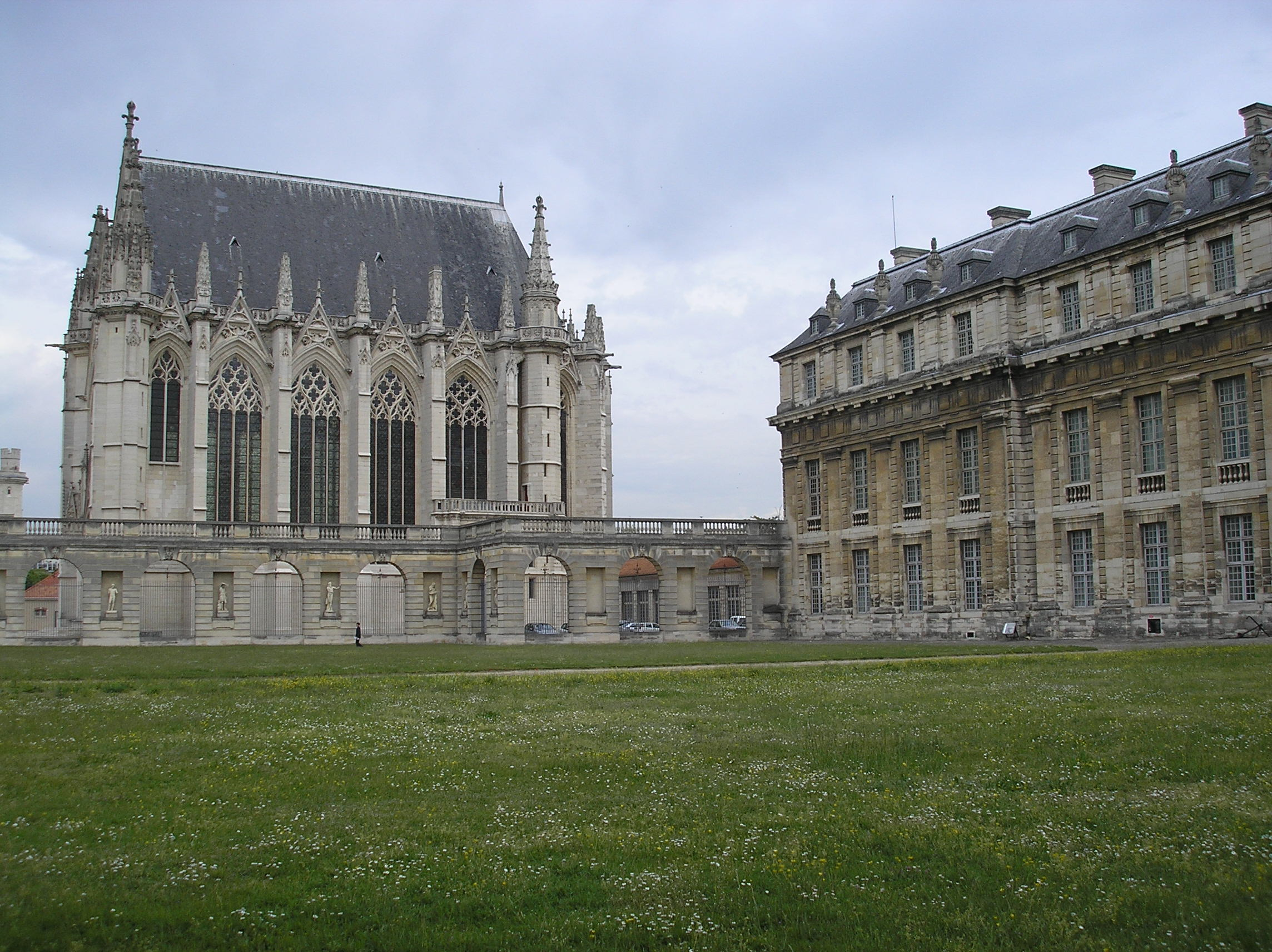
A capela do castelo de Vincennes.

O castelo de Vincennes está sob a alçada de dois ministérios: do Ministério da Cultura, por ser um monumento histórico e do Ministério da Defesa, pois alberga o Serviço histórico da Defesa. A partir de 1988, foi empreendido um vasto programa de renovação. Os importantes trabalhos na torre de menagem terminaram em 2007 depois de uma consolidação geral da estrutura. No mesmo ano os apartamentos Reais foram reabertos ao público.

## Acessos
- Metro de Paris - Estação Château de Vincennes.
- Linha A do Réseau express regional da Île-de-France - Gare de Vincennes